# Tales from Eternal Dusk
Albums de Dark Fortress
Towards Immortality
(1997) Profane Genocidal Creations
(2003)
Tales From Eternal Dusk est le premier album studio du groupe allemand de black metal symphonique Dark Fortress. L'album est sorti au cours de l'année 2001 sous le label Red Stream.
Le groupe a sorti cet album longtemps après avoir produit leur démo (quatre années), Towards Immortality, car ils ont préféré attendre que leur notoriété soit suffisamment établie pour produire un véritable album studio.
La version vinyle de Tales From Eternal Dusk est sortie le 15 octobre 2005, soit environ quatre ans après la sortie de l'album en version CD. Il y a cependant dans la version vinyle deux titres supplémentaires : Into My Deepest Desire et Eye Of The Greyhound.

## Liste des morceaux
| No  | Titre                                                     | Durée |
| --- | --------------------------------------------------------- | ----- |
| 1.  | The Arcanum of the Cursed                                 | 1:44  |
| 2.  | Pilgrim of the Nightly Spheres                            | 4:14  |
| 3.  | Twilight                                                  | 4:41  |
| 4.  | Apocalypse                                                | 3:39  |
| 5.  | Dreaming (Chapter I)                                      | 4:17  |
| 6.  | Throne of Sombre Thoughts (Chapter II)                    | 5:07  |
| 7.  | Captured in Eternity's Eyes (Chapter III)                 | 4:18  |
| 8.  | Misanthropic Invocation                                   | 5:49  |
| 9.  | Crimson Tears                                             | 6:45  |
| 10. | Tales from Eternal Dusk                                   | 8:35  |
| 11. | Moments of Mournful Splendour (At the Portal to Infinity) | 3:03  |

| 12. | Into My Deepest Desire |  |
| 13. | Eye Of The Greyhound   |  |